# Aleph
Aleph є дебютним альбом французького діджея Gesaffelstein випущений 28 жовтня 2013 року. Робота над альбомом почалася у 2011 році і поки Майк Леві працював над ним, здобув популярність спродюсувавши альбом Каньє Веста Yeezus (2013). Альбом отримав позитивні відгуки і був відзначений за свій унікальний стиль у техно музиці.

## Список композицій
Автор музики і слів Майк Леві. 
| #     | Назва              | Тривалість |
| ----- | ------------------ | ---------- |
| 1.    | «Out of Line»      | 2:36       |
| 2.    | «Pursuit»          | 4:08       |
| 3.    | «Nameless»         | 4:39       |
| 4.    | «Destinations»     | 3:37       |
| 5.    | «Obsession»        | 4:09       |
| 6.    | «Hellifornia»      | 3:41       |
| 7.    | «Aleph»            | 4:47       |
| 8.    | «Wall of Memories» | 3:51       |
| 9.    | «Duel»             | 3:59       |
| 10.   | «Piece of Future»  | 5:10       |
| 11.   | «Hate or Glory»    | 4:49       |
| 12.   | «Values»           | 3:59       |
| 13.   | «Trans»            | 4:34       |
| 14.   | «Perfection»       | 3:34       |
| 57:24 |                    |            |

## Чарти
| Чарт (2013)                                  | Найвища позиція |
| -------------------------------------------- | --------------- |
| Бельгія Belgian Albums (Ultratop Flanders)   | 77              |
| Бельгія Belgian Albums (Ultratop Wallonia)   | 66              |
| Франція French Albums (SNEP)                 | 30              |
| Швейцарія Swiss Albums (Schweizer Hitparade) | 95              |
| США Dance/Electronic Albums (Billboard)      | 16              |
| US Heatseekers Albums (Billboard)            | 50              |